# Baphomet

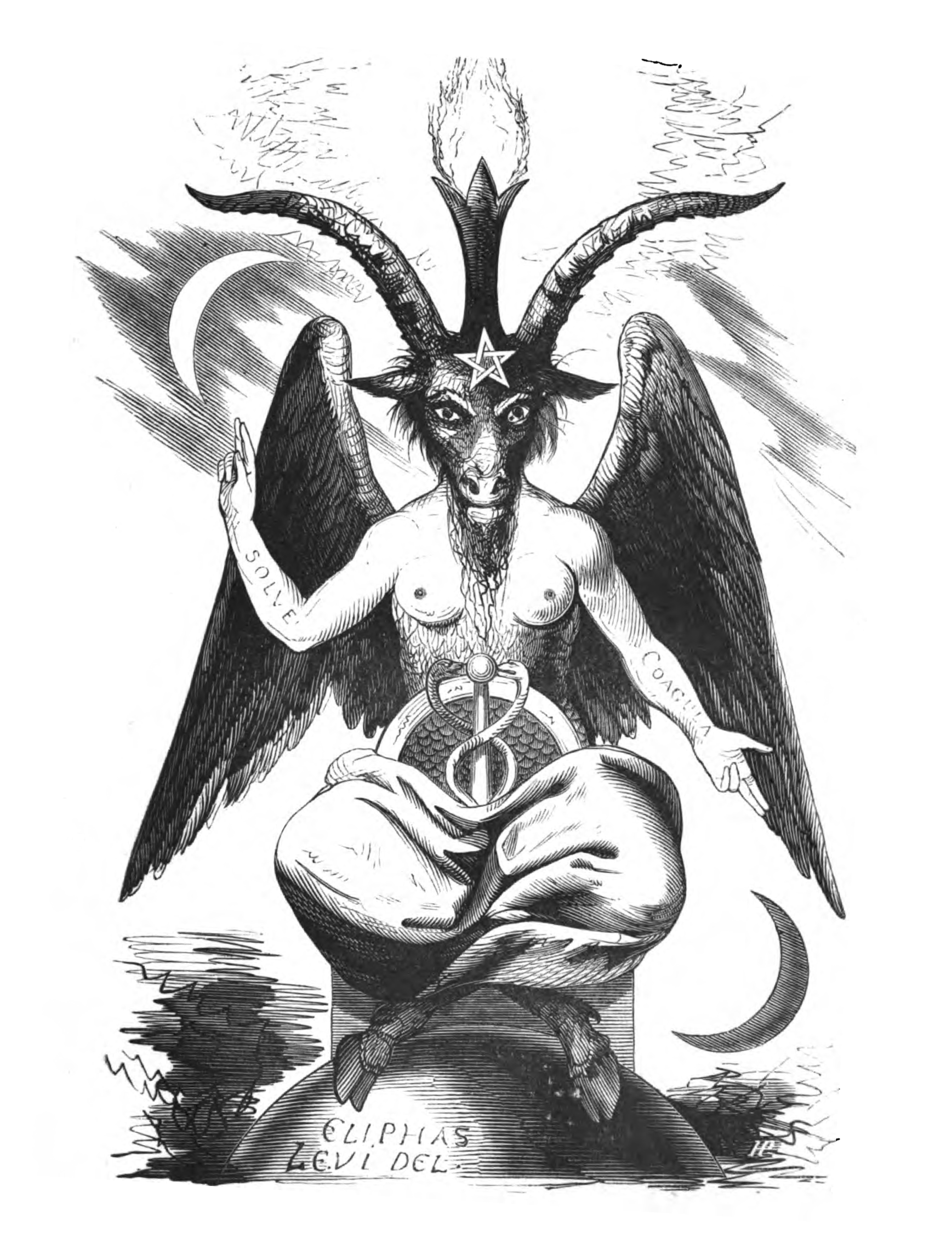
19e-eeuwse gravure voorstellende Baphomet

Baphomet was een god, die door de Tempeliers zou worden aanbeden.
Tijdens het proces tegen de Tempeliers werd er meerdere keren over deze zogenaamde afgod gesproken. De Tempeliers zijn onder meer veroordeeld voor het vereren van afgoden. Baphomet zou een bokkenhoofd, een vrouwenlichaam en gespleten hoeven hebben.
Baphomet is waarschijnlijk een verbastering van het Arabische woord abufihamet, dat in het Noord-Spaans werd uitgesproken als bufihamat. Abufihamet betekent “Vader van het Begrip” of “Vader van de Wijsheid”. Het woord voor "vader" betekent in het Arabisch tevens “bron”. Een andere theorie is dat het Baphomet is samengesteld uit twee Griekse woorden. Het zou dan iets van “Onderdompeling in Wijsheid” betekenen.
Het idee dat Baphomet vereerd werd, komt voort uit bewijsmateriaal over geheime rituelen, waarbij een of ander hoofd het middelpunt vormde. Dat zou echter ook het gemummificeerde hoofd van Hugues de Payns kunnen zijn geweest, die officieel als de stichter van de Tempeliers wordt gezien. Er zijn echter teksten die laten zien dat de Tempeliers eerder ook al bestonden. De bisschop van Chartres schreef in 1114 een brief aan de graaf van Champagne dat hij vernomen had dat deze graaf wilde toetreden tot een militie van Christus bij zijn reis naar het Heilige Land.
Een ander verhaal vertelt, dat jonge Tempeliers op de proef werden gesteld bij gevangenname door moslims. Hierbij zouden ze een afgodsbeeld in een kelder moeten aanbidden, dat de vorm had van een kat. Al deze geruchten kwamen de Tempeliers tijdens hun proces niet ten goede. Tijdens hun verhoor bekenden verschillende Tempeliers dat ze afgoden zouden hebben aanbeden, dat gebeurde echter onder druk van hevige martelingen.
De laatste grootmeester van de Tempeliers was Jacques de Molay, hij stierf op 18 maart 1314 te Parijs op de brandstapel. De Molay heeft gedurende zijn (schijn)proces altijd gezwegen. De beschuldigingen van ketterij, homoseksualiteit en aanbidding van Baphomet waren voor die tijd ongehoord.
Eind 2007 verklaarde het Vaticaan de Tempelridders niet langer 'ketters'. Immers uit een oud document blijkt dat paus Clemens V de Tempelridders al in 1314 heeft vrijgesproken van godslastering, hun de pauselijke absolutie heeft geschonken en hun om vergiffenis heeft gevraagd. Het Vaticaan publiceerde op 25 oktober 2007 een boek getiteld Processus contra Templarios over de ter ziele gegane middeleeuwse christelijke ridderorde. De publicatie is gebaseerd op het perkament van Chinon, dat zes jaar eerder werd aangetroffen in het Vaticaans Geheim Archief nadat het jarenlang verkeerd was geklasseerd. Uit dit document zou blijken dat de paus duidelijk heeft gehandeld onder politieke druk van de Franse koning Filips IV

Baphomet prijkt op de kaft van het tweede album van de stripreeks Ergün de dolende, "De Heer der Duisternis". Daarnaast wordt hij een tweetal keer als Duitse landsknecht afgebeeld in het album.